# O Sonho de Ser Uma Popstar
O Sonho de Ser Uma Popstar é um álbum de vídeo que apresentou o primeiro show do grupo. O show foi realizado no Via Funchal, no dia 31 de agosto de 2002.

## Faixas
O show, que também foi gravado e distribuído em DVD, contém as seguintes faixas:
| N.º | Título                  | Duração |  |
| 1.  | "Popstars"              |         |  |
| 2.  | "Não Dá Pra Resistir"   |         |  |
| 3.  | "Sou O Que Sou"         |         |  |
| 4.  | "Quero Estar Com Você"  |         |  |
| 5.  | "Olha Só"               |         |  |
| 6.  | "Ragatanga"             |         |  |
| 7.  | "Depois Que Tudo Mudou" |         |  |
| 8.  | "Beijo Molhado"         |         |  |
| 9.  | "O Que O Amor Me Faz"   |         |  |
| 10. | "Te Deixo Tocar"        |         |  |

## Bônus
O DVD também inclui o registro dos melhores momentos do programa Popstars. E também dois videoclipes, Não da para resistir e Ragatanga.

## Prêmios
O DVD foi indicado ao "Prêmio Multishow de Música Brasileira", na categoria "Melhor DVD".
| Ano  | Prêmio                                | Categoria  | Resultado |
| ---- | ------------------------------------- | ---------- | --------- |
| 2003 | Prêmio Multishow de Música Brasileira | Melhor DVD | Nomeado   |

## Certificações
| País          | Certificação | Vendas  |
| ------------- | ------------ | ------- |
| Brasil - ABPD | Platina      | 100.000 |